# Kuwait ai Giochi della XXXII Olimpiade
Il Kuwait ha partecipato ai Giochi della XXXII Olimpiade, che si sono scolti a Tokyo, Giappone, dal 23 luglio all'8 agosto 2021 (inizialmente previsti dal 24 luglio al 9 agosto 2020 ma posticipati per la pandemia di COVID-19) con dieci atleti, otto uomini e due donne.
Si è trattato della tredicesima partecipazione di questo paese ai Giochi estivi, se si include anche la partecipazione ai Giochi di Rio de Janeiro 2016 come Atleti Olimpici Indipendenti, in quanto all'epoca il CIO aveva sospeso l'azione del comitato olimpico del paese a causa di interferenze governative.

## Medaglie
| Riepilogo quotidiano | Riepilogo quotidiano | Riepilogo quotidiano | Riepilogo quotidiano | Riepilogo quotidiano | Riepilogo quotidiano |
| -------------------- | -------------------- | -------------------- | -------------------- | -------------------- | -------------------- |
| Giorno               | Data                 |                      |                      |                      | Totale               |
| 3º                   | 26                   | 0                    | 0                    | 1                    | 1                    |
| Totale               | Totale               | 0                    | 0                    | 1                    | 1                    |

| Medaglia | Nome                | Sport | Evento |
| -------- | ------------------- | ----- | ------ |
| Bronzo   | Abdullah Al-Rashidi | Tiro  | Skeet  |

## Delegazione
| Sport            | Uomini | Donne | Totale |
| ---------------- | ------ | ----- | ------ |
| Atletica leggera | 1      | 1     | 2      |
| Canottaggio      | 1      | 0     | 1      |
| Karate           | 1      | 0     | 1      |
| Nuoto            | 1      | 1     | 2      |
| Tiro             | 4      | 0     | 4      |
| Totale           | 8      | 2     | 10     |

## Atletica leggera
| Q | Qualificato al turno successivo per la posizione in qualificazione                                                           |
| q | Qualificato per il turno successivo per ripescaggio o, negli eventi su campo, conquistando la misura minima per qualificarsi |

Maschile
Eventi su pista e strada
| Atleta          | Evento         | Batteria  | Batteria  | Semifinale      | Semifinale      | Finale          | Finale          |
| Atleta          | Evento         | Risultato | Posizione | Risultato       | Posizione       | Risultato       | Posizione       |
| --------------- | -------------- | --------- | --------- | --------------- | --------------- | --------------- | --------------- |
| Yaqoub Al-Youha | 110 m ostacoli | 13"69     | 7º        | non qualificato | non qualificato | non qualificato | non qualificato |

Femminile
Eventi su pista e strada
| Atleta              | Evento      | Batterie preliminari | Batterie preliminari | Batteria  | Batteria  | Semifinale      | Semifinale      | Finale          | Finale          |
| Atleta              | Evento      | Risultato            | Posizione            | Risultato | Posizione | Risultato       | Posizione       | Risultato       | Posizione       |
| ------------------- | ----------- | -------------------- | -------------------- | --------- | --------- | --------------- | --------------- | --------------- | --------------- |
| Mudhawi Al-Shammari | 100 m piani | 11"82 Q              | 3ª                   | 11"81     | 8ª        | non qualificata | non qualificata | non qualificata | non qualificata |

## Canottaggio
| FA   | Qualificato in finale A (per le medaglie)     |
| FB   | Qualificato in finale B (non per le medaglie) |
| FC   | Qualificato in finale C (non per le medaglie) |
| FD   | Qualificato in finale D (non per le medaglie) |
| FE   | Qualificato in finale E (non per le medaglie) |
| FF   | Qualificato in finale F (non per le medaglie) |
| SA/B | Semifinali A/B                                |
| SC/D | Semifinali C/D                                |
| SE/F | Semifinali E/F                                |
| QF   | Qualificato ai quarti di finale               |
| R    | Ripescaggio                                   |

| Atleta                | Evento  | Batteria | Batteria  | Ripescaggio | Ripescaggio | Semifinali | Semifinali | Finale  | Finale    |
| Atleta                | Evento  | Tempo    | Posizione | Tempo       | Posizione   | Tempo      | Posizione  | Tempo   | Posizione |
| --------------------- | ------- | -------- | --------- | ----------- | ----------- | ---------- | ---------- | ------- | --------- |
| Abdulrahman Al-Fadhel | Singolo | 8:49.03  | 5º R      | 9:04.73     | 4º SE/F     | 8:56.83    | 4º FF      | 8:32.67 | 31º       |

## Karate
| Atleta             | Evento        | Turno eliminatorio | Turno eliminatorio | Turno di classifica | Turno di classifica | Med. bronzo          | Med. bronzo          | Finale               | Finale               | Posizione       |
| Atleta             | Evento        | Punteggio          | Posizione          | Punteggio           | Posizione           | Avversario Risultato | Avversario Risultato | Avversario Risultato | Avversario Risultato | Posizione       |
| ------------------ | ------------- | ------------------ | ------------------ | ------------------- | ------------------- | -------------------- | -------------------- | -------------------- | -------------------- | --------------- |
| Mohammad Al-Mosawi | Kata maschile | 24.28              | 5º                 | non qualificato     | non qualificato     | non qualificato      | non qualificato      | non qualificato      | non qualificato      | non qualificato |

## Nuoto
| Atleta      | Gara                        | Batterie | Batterie | Semifinali      | Semifinali      | Finale          | Finale          |
| Atleta      | Gara                        | Tempo    | Pos.     | Tempo           | Pos.            | Tempo           | Pos.            |
| ----------- | --------------------------- | -------- | -------- | --------------- | --------------- | --------------- | --------------- |
| Abbas Qali  | 100 m farfalla maschili     | 53"62    | 48º      | non qualificato | non qualificato | non qualificato | non qualificato |
| Lara Dashti | 50 m stile libero femminili | 29"69    | 67ª      | non qualificata | non qualificata | non qualificata | non qualificata |

## Tiro a segno/volo
| Atleta                | Evento | Qualificazione | Qualificazione | Finale          | Finale          |
| Atleta                | Evento | Punteggio      | Classifica     | Punteggio       | Classifica      |
| --------------------- | ------ | -------------- | -------------- | --------------- | --------------- |
| Abdulrahman Al-Faihan | Trap   | 123            | 3º Q           | 18              | 6º              |
| Talal Al-Rashidi      | Trap   | 122            | 7º             | non qualificato | non qualificato |
| Mansour Al-Rashidi    | Skeet  | 120            | 16º            | non qualificato | non qualificato |
| Abdulrahman Al-Faihan | Skeet  | 125            | 5º Q           | 46              | Bronzo          |